# Larus glaucescens
Larus glaucescens là một loài chim trong họ Laridae.
Loài mòng biển này sinh sống từ bờ biển phía tây của Alaska đến bờ biển Washington. Chúng còn sinh sản trên bờ biển phía tây bắc của Alaska, trong mùa hè. Trong mùa không sinh sản chúng có thể được tìm thấy dọc theo bờ biển California. Chúng là một họ hàng gần của mòng biển phía tây và thường xuyên hybridizes với nó, dẫn đến các vấn đề, đặc biệt là xác định trong khu vực Puget Sound. Loài này cũng lai tạo thường xuyên với mòng biển săn cá trích ở Alaska. Cả hai kết hợp lai giống mòng biển Thayer. Loài mòng biển này có tuổi thọ khoảng 15 năm, nhưng một số sống lâu hơn nữa; một cá thể mòng biển loài này ở British Columbia, đã sống hơn 21 năm qua, trong khi một trong những cá thể ở bang Washington của Mỹ, sống trong ít nhất 22 năm, 9 tháng. Kỷ lục tuổi thọ, mặc dù là hơn 37 năm đối với một con mòng biển được đeo vòng theo dõi từ khi còn là chim non trong British Columbia.